# Cagnola (Milano)
La Cagnola (La Cagnoeula in dialetto milanese, AFI: [kaˈɲøːla]) è un quartiere  situato a nord-ovest del centro di Milano, appartenente al Municipio 8 e al NIL n.71  "Villapizzone, Cagnola, Boldinasco". 
In precedenza borgo rurale diviso tra i comuni dei Corpi Santi, di Boldinasco e di Villapizzone; nel corso del tempo è stato annesso al comune di Milano. 

## Origine del nome
Il nome "Cagnola" deriva probabilmente dal nome di un proprietario fondiario che possedeva dei terreni dell'area.

## Storia
L'antico borgo della Cagnola era un piccolo borgo agricolo, diviso tra i Corpi Santi, Boldinasco e Villapizzone (questi ultimi annessi, nel 1869, a Musocco, a sua volta aggregato a Milano nel 1923). Viene citato già nel XVI secolo in un documento notarile, firmato dal cardinale Carlo Borromeo, arcivescovo di Milano, concernente l'erezione in parrocchia di Garegnano, che avrebbe aggregato Boldinasco, la Cagnola, Torchiera e Colombara.
Il borgo si sviluppava lungo l'antica via Varesina che, partendo dalla Porta Tenaglia, giungeva fino a Saronno e Varese. Appena fuori dal borgo correva la strada del Sempione, che arrivava fino alla Svizzera. Il paese era formato da alcune cascine, ognuna delle quali dipendeva da una diversa parrocchia e da differenti comuni: di quelle incluse nei Corpi Santi, due dipendevano dalla parrocchia di San Pietro in Sala e due dalla parrocchia del Borgo degli Ortolani, quella inclusa nel comune di Boldinasco dipendeva dalla parrocchia di Garegnano Certosa e quella inclusa nel comune di Villapizzone dipendeva dalla parrocchia di Villapizzone.
A partire dagli anni venti del XX secolo l'area della Cagnola fu interessata da un processo edificatorio piuttosto intenso e della realtà rurale di un tempo sopravvivono oggi ben poche testimonianze.
Attualmente il Consolato degli Stati Uniti d'America sta per aprire la sua nuova sede nell'area dell'ex tiro a segno di piazzale Accursio, uno dei migliori esempi di architettura liberty di Milano.

## Infrastrutture e trasporti
Il quartiere della Cagnola è attraversato nella sua parte sud-orientale dalla circonvallazione esterna (della 90/91). È lambito a sud-ovest dal Viale Certosa e a nord-ovest dal Viale Espinasse, il quale è la tratta iniziale dell'ex strada statale 233 Varesina, che collega Milano-Piazzale Accursio a Varese, a Lavena Ponte Tresa e alla Svizzera.
Il quartiere non è servito da linee metropolitane o ferroviarie.
Varie linee di autobus, di tram e di filobus, gestite da ATM, collegano la Cagnola ai quartieri limitrofi, al centro di Milano e a tutti i quartieri che sorgono lungo la circonvallazione.
La Cagnola potrebbe essere servita, in un eventuale futuro, dalla linea 6 della metropolitana. Il Piano Urbano della Mobilità Sostenibile (PUMS) del 2015, presentato dal comune di Milano, infatti, accarezzava l'ipotesi della costruzione di una nuova linea che avrebbe collegato l'area nord-occidentale della città (Baranzate o Molino Dorino) alla sud-orientale (Rogoredo o Quintosole), passando ipoteticamente per il quartiere.